# فرودگاه نیروی هوایی سلطنتی اسپیتال‌گیت
فرودگاه نیروی هوایی سلطنتی اسپیتال‌گیت (به انگلیسی: RAF Spitalgate) یک فرودگاه نظامی است . این فرودگاه در کشور انگلستان قرار دارد و در ارتفاع ۱۲۶ متری از سطح دریا واقع شده است.